# Kevin De Weert
Kevin De Weert (* 27. Mai 1982 in Duffel) ist ein ehemaliger belgischer Radrennfahrer.
De Weert belegte im Juniorenrennen der Straßenweltmeisterschaften 1999 Rang sechs. 2002 erhielt er einen Vertrag bei Rabobank TT3, dem Farmteam des niederländischen Radsportteams Rabobank. Er gewann die Gesamtwertung sowie eine Etappe der Lüttich-Rundfahrt, worauf er 2003 in das Profiteam wechselte. Im Jahr 2005 wechselte De Weert zum ProTeam Quick Step-Innergetic, bei dem er den größten Teil seiner Karriere verbrachte. Er gewann zwar keine Eliterennen des internationalen Kalenders, entwickelte sich aber zum Rundfahrtspezialisten. De Weert beendete die Tour de France 2010 als 18. und 2011 als 13. Im Mai 2015 erklärte De Weert seinen Rücktritt. Nach einem schweren Sturz bei der Vuelta a España 2013 habe er nicht zu alter Leistungsstärke zurückfinden können.

## Platzierungen bei den Grand Tours
| Grand Tour            | 2004 | 2005 | 2006 | 2007 | 2008 | 2009 | 2010 | 2011 | 2012 | 2013 | 2014 |
| --------------------- | ---- | ---- | ---- | ---- | ---- | ---- | ---- | ---- | ---- | ---- | ---- |
| Giro d’ItaliaGiro     | –    | –    | –    | –    | DNF  | –    | –    | –    | –    | –    | –    |
| Tour de FranceTour    | –    | –    | –    | –    | –    | –    | 18   | 13   | 70   | –    | –    |
| Vuelta a EspañaVuelta | 71   | 94   | 74   | –    | 59   | 20   | 64   | –    | 41   | DNF  | –    |